# Urashima Tarō
Urashima Tarō (浦島 太郎?) es el nombre del protagonista de una leyenda japonesa acerca de un humilde pescador que salvó a una tortuga y es recompensado con una visita al Palacio del dios Dragón (o Ryūgū-jō), en el fondo del mar.

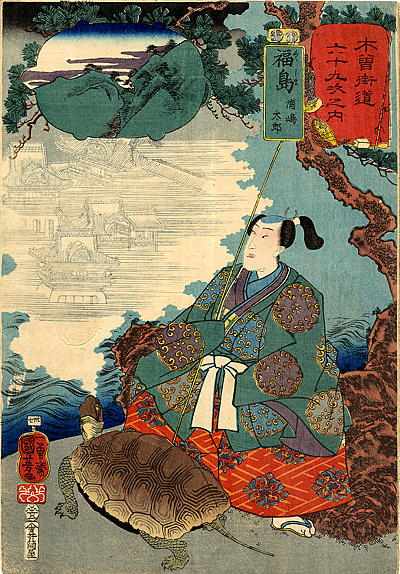
Ilustración de Urashima Tarō por Utagawa Kuniyoshi.

Permanece allí durante tres años al comprometerse con la hija del dios Dragón, al regresar a su aldea se entera de que han pasado 348 años aproximadamente, ya que Urashima habría salido a pescar en el año 477 y regresado en el 825. Este cuento se considera el ejemplo más antiguo de una historia acerca de los viajes en el tiempo.

## Historia
El nombre Urashima Tarō aparece por primera vez en el siglo XV (periodo Muromachi), en el libro Otogizōshi, pero la historia es mucho más antigua, remontándose al siglo VIII (periodo Nara). Libros antiguos como Nihonshoki, Man'yōshū y Tango no Kuni Fudoki (丹後国風土記) se refieren a Urashima Taro como Urashimako, aunque la historia es la misma. Esto es debido al cambio en las costumbres japonesas al nombrar; en las eras anteriores, -ko (niño) se utilizaba tanto para nombres masculinos como femeninos, mientras que en épocas posteriores se utilizaba generalmente para nombres femeninos, reemplazado por -tarou en nombres para niños.

## Leyenda

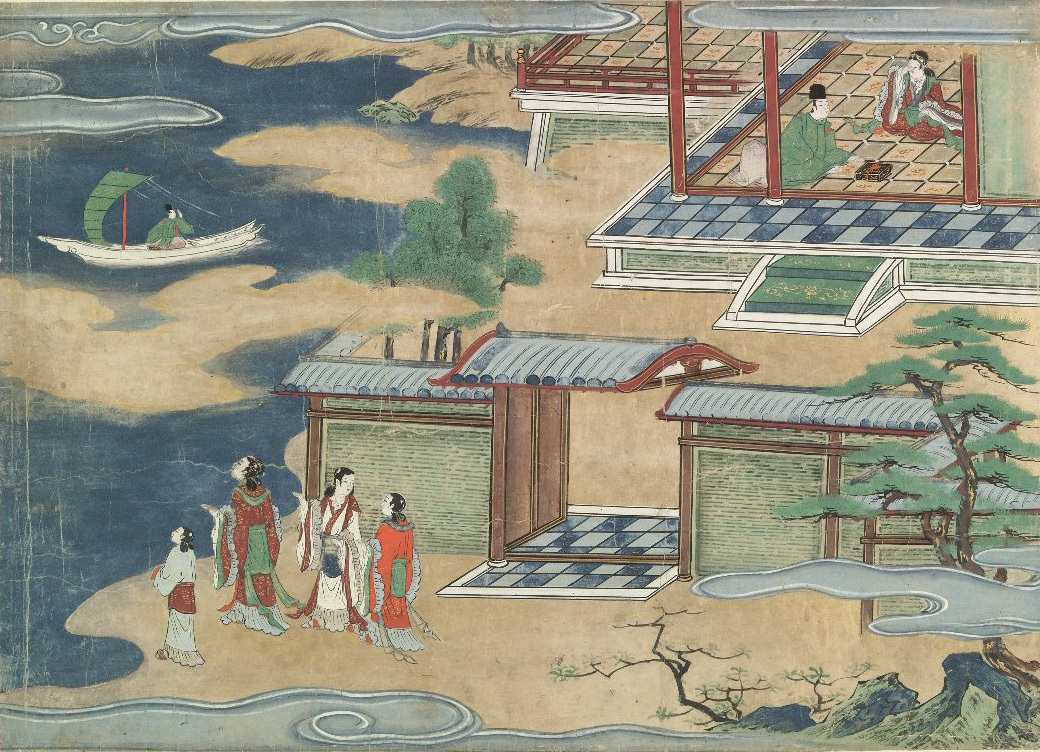
Urashima abandona el palacio.

La leyenda empieza con Urashima Tarō, un pescador que ve a unos chicos que están golpeando a una tortuga. Ayuda al animal y éste, herido, le da las gracias y un día después, vuelve a verle. La tortuga le dice que es en realidad la hija del emperador del mar y le invita al Ryūgū-jō, el palacio donde vive el dragón dios del mar, dándole a Urashima Tarō el poder de respirar en el agua. El pescador y la tortuga nadan por el mar y al llegar a palacio, ésta se convierte en una bella princesa. Urashima Tarō se queda en el palacio durante tres años, pero finalmente desea volver a su hogar para visitar a su moribunda madre. La princesa le da una caja misteriosa, diciéndole que no debe abrirla nunca. Confundido, Urashima Tarō nada sobre la tortuga, saliendo del palacio.
Al llegar a su hogar todos habían cambiado. Pregunta a todos si han oído hablar de la familia Urashima o de Urashima Tarō. Le dicen que Urashima Tarō murió hace ya 300 años. Entonces, el pescador se sienta bajo un árbol y abre la caja. Al abrirla, Urashima se convierte en un anciano. De la caja viene una voz: «Te dije que no debías abrir la caja nunca. En ella moraba tu edad.»

## Apariciones
Esta leyenda ha aparecido en varios programas de televisión, como en la caricatura japonesa Dr. Slump, Doraemon, Clannad, To Love-Ru, Tokyo Revengers, One Piece, Gintama, Ōkami-san to Shichinin no Nakama-tachi, Black Jack, Yu Yu Hakusho, Cowboy Bebop, Saiki Kusuo no Psi-nan y al final del primer capítulo de la serie Paranoia Agent de Satoshi Kon.
También es mencionada en el capítulo 364 y/o 365 del manga Detective Conan, en el capítulo 57 del anime Yo-Kai Watch, en Love Hina en el capítulo 13, en Evangelion 2.22 y en Rascal Does Not Dream of a Dreaming Girl. También la mencionan en el capítulo 3 del anime muy poco conocido RahXephon y es la leyenda en la que se apoya la película Urusei Yatsura 2: Beautiful Dreamer.
Al inicio de la vigesimoséptima entrega de la serie de películas Otoko wa Tsuraiyo: Torasan's Love in Osaka (1981) el protagonista tiene un sueño en el cual encarna al personaje bajo el nombre de Urashima. En la serie Hanma Baki: Son of Ogre 2nd Season Episodio 4 es mencionado en comparación con Pickle el cual estaba perdido y deambulando en las calles nocturnas de Japón. También aparece en el episodio 14 de Koni Chan, en donde los personajes recrean varias historias del folklore japonés.